# Ceratolejeunea patentissima
Ceratolejeunea patentissima là một loài Rêu trong họ Lejeuneaceae. Loài này được (Hampe & Gottsche) A. Evans mô tả khoa học đầu tiên năm 1905.